# John Whitney Hall
Pour les articles homonymes, voir John Hall (homonymie) et Hall.
John Whitney Hall est un missionnaire et un japonologue américain né à Kyoto le 13 septembre 1916 et mort le 21 octobre 1997.

## Biographie
John Whitney Hall est président de l'Association for Asian Studies en 1967.